# 要塞山

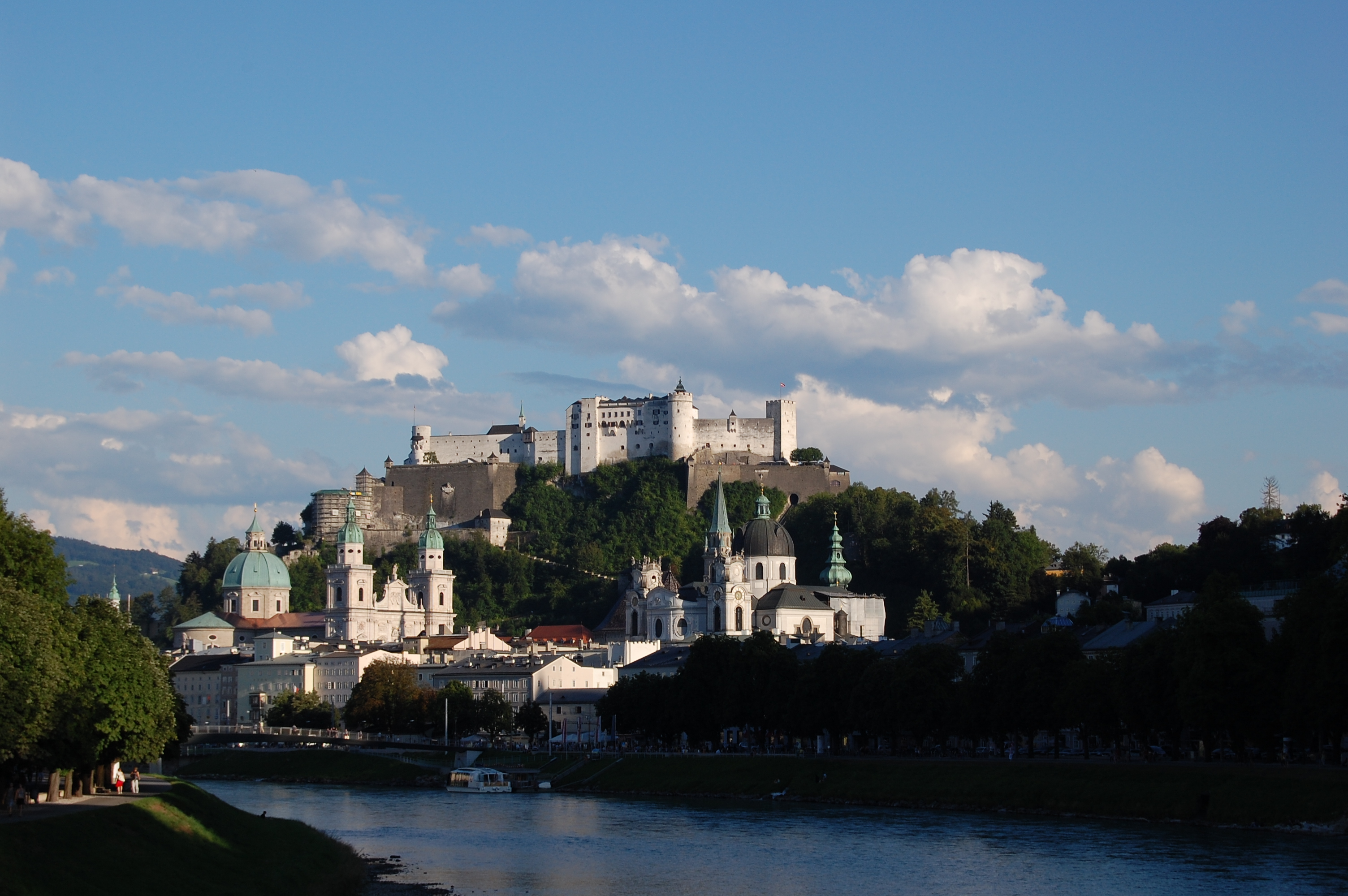
要塞山

要塞山（Festungsberg）是奥地利萨尔茨堡州萨尔茨堡市的一座山，位于萨尔茨堡老城南侧，海拔542米，属于北石灰岩山脉。它是萨尔茨堡要塞的所在地。
该地的考古发现可追溯到克尔特人拉坦诺文化。罗马帝国时期，在Iuvavum 城上方建立了堡垒。直到488年，意大利的日耳曼蠻族國王奧多亞塞下令离开诺里库姆行省。大约715年，萨尔茨堡的鲁佩特主教在东麓建立了本笃会儂柏格修道院。大约1077年，在叙任权斗争期间，格布哈德总主教在山顶修建了第一个城堡。过去，山坡上都是草地或圣伯多禄修道院修士的葡萄园，现在主要是林地。